# Euscelidia fistula
Euscelidia fistula är en tvåvingeart som beskrevs av Dikow 2003. Euscelidia fistula ingår i släktet Euscelidia och familjen rovflugor. Inga underarter finns listade i Catalogue of Life.